# Flughafen Salala

i7
i11
i13

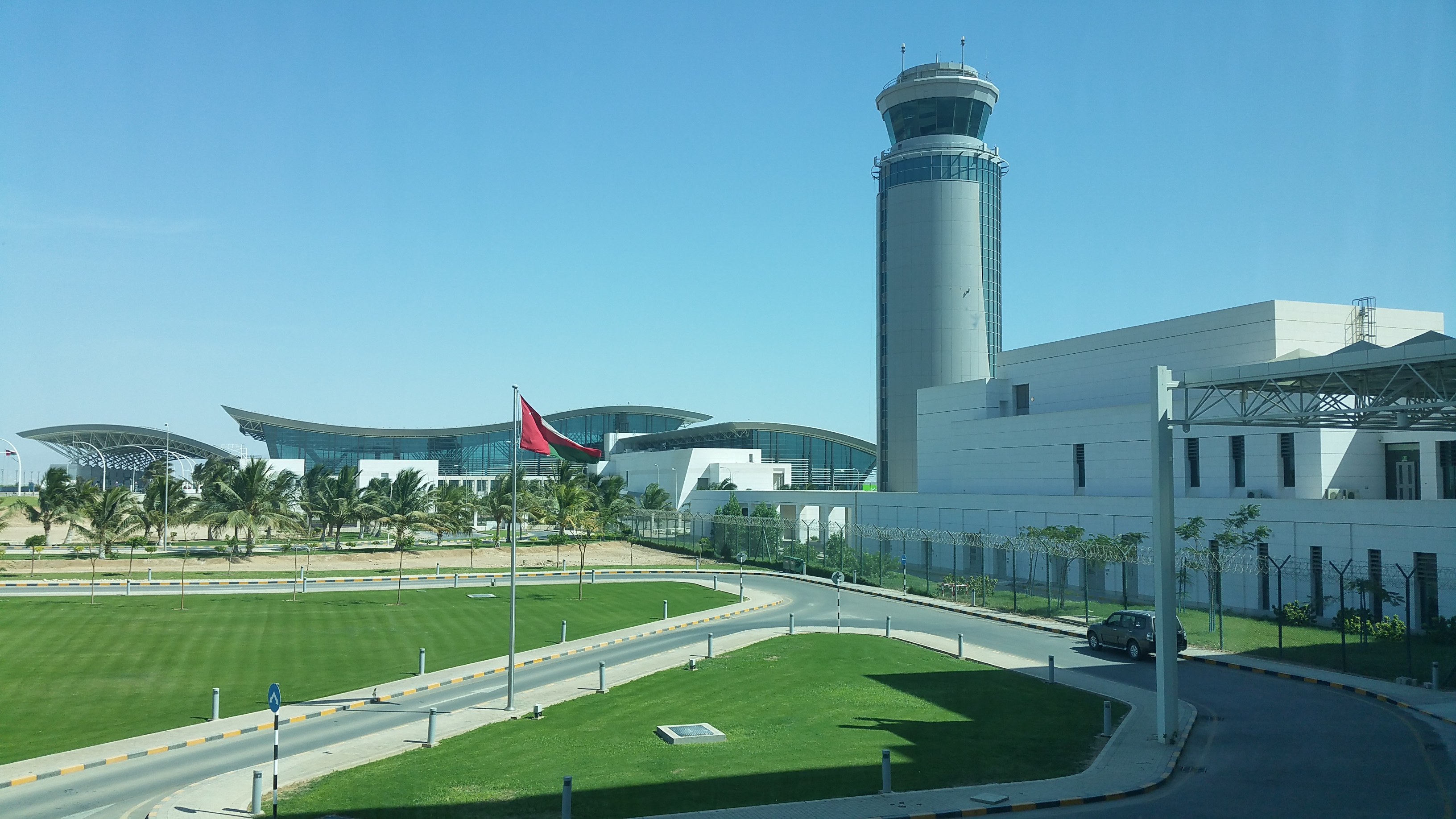
Der neue Tower in Salala mit dem neu errichteten Verwaltungsgebäude der OAMC, Sitz der IT und der Trainingsabteilung der Flughafengesellschaft. Im Hintergrund das neue Terminal.

Der Flughafen Salala (arabisch مطار صلالة الدولي, englisch Salalah International Airport, IATA-Code: SLL, ICAO-Code: OOSA), ursprünglich Militärflugplatz Salala, ist der zweitgrößte Flughafen in Oman nach dem Flughafen Maskat. Er liegt ca. 5,5 km nordöstlich des Stadtzentrums von Salala im Süden des Landes.

## Geschichte
In Salala wurde im Jahr 1935 der Militärflugplatz Salala der britischen Royal Air Force eröffnet.
Der zivile Flughafen Salala wurde 1977 in Betrieb genommen. Anfänglich wurden nur Inlandsflüge nach Maskat sowie einige Charterflüge abgefertigt. 2003 wurden erstmals Direktflüge nach Dubai angeboten. Während des Charif landen zahlreiche Charterflugzeuge aus den benachbarten Golfstaaten bzw. dem weiteren Ausland. Seit April 2004 wurde der regelmäßige Linienbetrieb nach Indien aufgenommen, der hauptsächlich von den vielen Gastarbeitern genutzt wird. Seit 2005 werden auch vermehrt europäische Flugziele von Salala aus angeflogen. Seit 2014 liefen die Bauarbeiten für eine Erweiterung des Flughafens, das neue Terminal wurde bereits fertiggestellt und ist in Betrieb. Weiterhin wurden ein neuer Tower sowie ein neues Verwaltungsgebäude des Flughafenbetreibers OAMC (Oman Airport Management Company) gebaut; in dem Verwaltungsgebäude befinden sich die IT-Abteilung des Flughafens sowie verschiedene Trainingsräume für die Aus- und Fortbildung der Flughafenmitarbeiter.

## Flugziele
Die staatliche Fluggesellschaft Oman Air bedient ab Salala mehrere Inlandsflüge am Tag zu ihrem Drehkreuz in der Hauptstadt Maskat und mehrmals in der Woche nach Dubai sowie Kozhikode in Indien. Auch die omanische Billigfluggesellschaft SalamAir fliegt mehrmals täglich nach Maskat sowie mehrmals in der Woche nach Jeddah in Saudi-Arabien. Im Juli 2019 nahm die Airline eine Verbindung nach Suhar im Norden des Landes und eine Verbindung zum Flughafen Abu Dhabi auf. Ins Nachbarland Vereinigte Arabische Emirate fliegen die Airlines Fly Dubai täglich nach Dubai und Air Arabia fliegt einmal am Tag zu ihrem Drehkreuz nach Schardscha. Qatar Airways steuert zweimal täglich die katarische Hauptstadt Doha an. Air India Express bedient Kochi und Kozhikode. Unregelmäßig fliegt Safe Air Company (SAC) nach Dschibuti.
Außerhalb der saisonalen Khareef-Saison fliegen europäische Charter- und Billigfluggesellschaften, darunter Smartwings, Neos, Nordwind Airlines, Gulf Air und Etihad Airways die omanische Küstenstadt an.

## Flughafenausbau
In dem neuen Terminal befinden sich neu gestaltete Check-In Schalter, ein neuer Abflugbereich mit Duty Free Shop und Airport Lounge, sowie mehrere Mietwagenschalter in der Ankunftshalle.

## Flughafenstatistik
Statistische Zahlen für den Flughafen Salala:
| Jahr | Passagiere | Luftfracht (in Tonnen) inkl. Luftpost | Flug- bewegungen |
| ---- | ---------- | ------------------------------------- | ---------------- |
| 2000 | 182.823    | 1389                                  | 2385             |
| 2001 | 180.141    | 2037                                  | 2145             |
| 2002 | 187.281    | 1755                                  | 2794             |
| 2003 | 184.285    | 1658                                  | 2813             |
| 2004 | 210.163    | 1263                                  | 3015             |
| 2005 | 251.808    | 1233                                  | 2802             |
| 2006 | 303.338    | 1448                                  | 2897             |
| 2007 | 337.452    | 1155                                  | 4863             |
| 2008 | 407.788    | 1129                                  | 3340             |
| 2009 | 426.503    | 1283                                  | 4428             |
| 2010 | 455.297    | 1283                                  | 5085             |
| 2011 | 513.278    | 1366                                  | 5520             |
| 2012 | 629.305    | 1335                                  | 6175             |
| 2013 | 746.994    | 1417                                  | 7944             |
| 2014 | 841.970    | 1799                                  | 8571             |
| 2015 | 1.027.578  | 1350                                  | 10.293           |
| 2016 | 1.198.846  | 1563                                  | 10.703           |
| 2017 | 1.485.635  | 1327                                  | 17.511           |
| 2018 | 1.386.994  | 979                                   | 15.518           |

## Zwischenfälle
- Am 31. Juli 1944 wurde eine Douglas DC-3/C-47A der Südafrikanischen Luftstreitkräfte (Luftfahrzeugkennzeichen KG690) bei schlechter Sicht im Anflug auf den Militärflugplatz Salala 48 Kilometer westlich davon in einen Berg geflogen. Bei diesem CFIT (Controlled flight into terrain) wurden alle 32 Insassen getötet, fünf Besatzungsmitglieder und 27 Passagiere.[8]

- Am 9. August 1949 wurde eine Douglas DC-3/C-47B der britischen Royal Air Force (RAF) (KN336) während des Anflugs auf den Militärflugplatz Salala in den Boden geflogen, während sie sich in Wolken befand. Durch diesen CFIT (Controlled flight into terrain) wurden alle 12 Insassen getötet, die drei Besatzungsmitglieder und 9 Passagiere.[9]

## Galerie

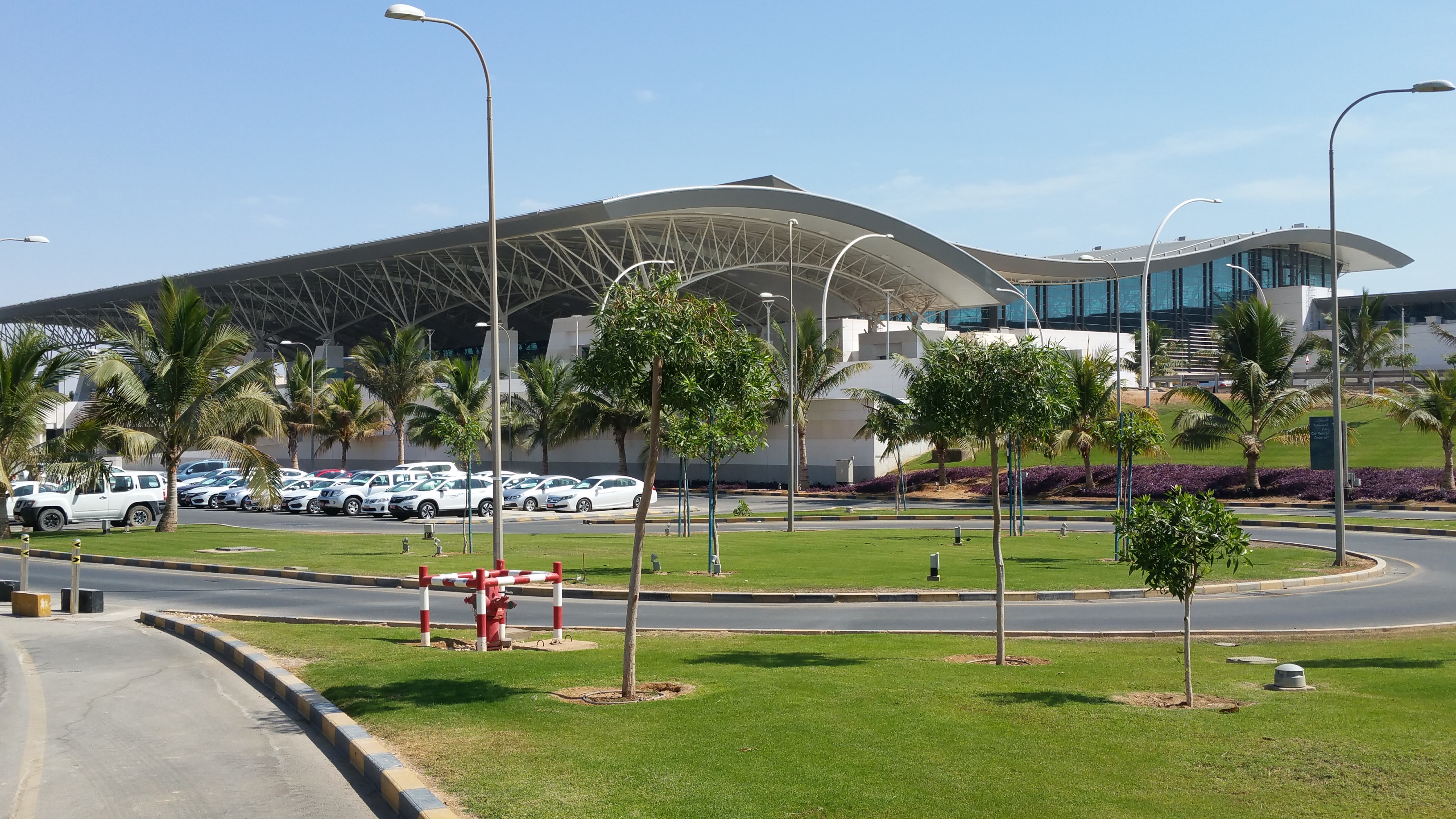
Das neue Terminal des Flughafens Salala
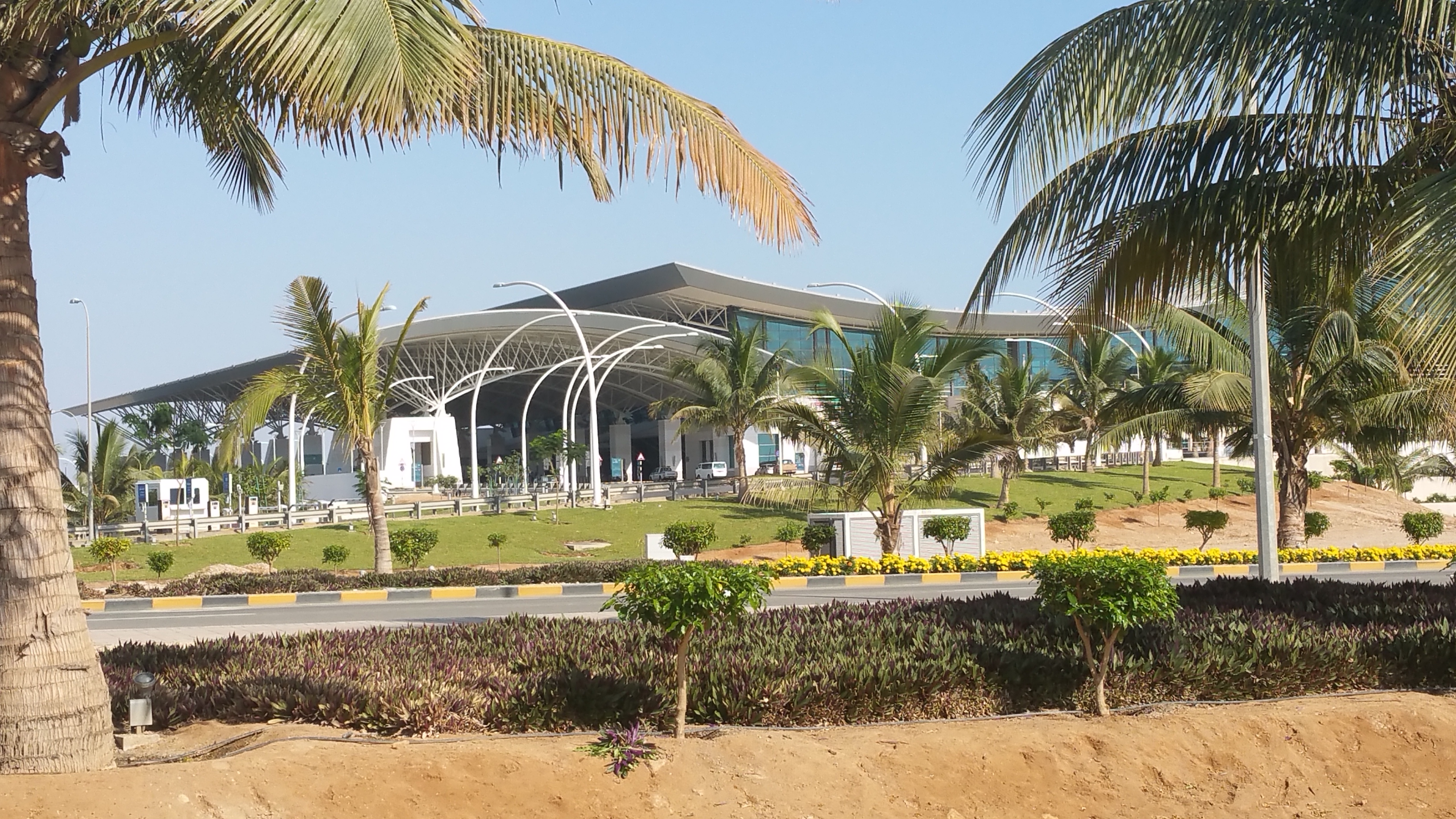
Flughafenterminal Salala
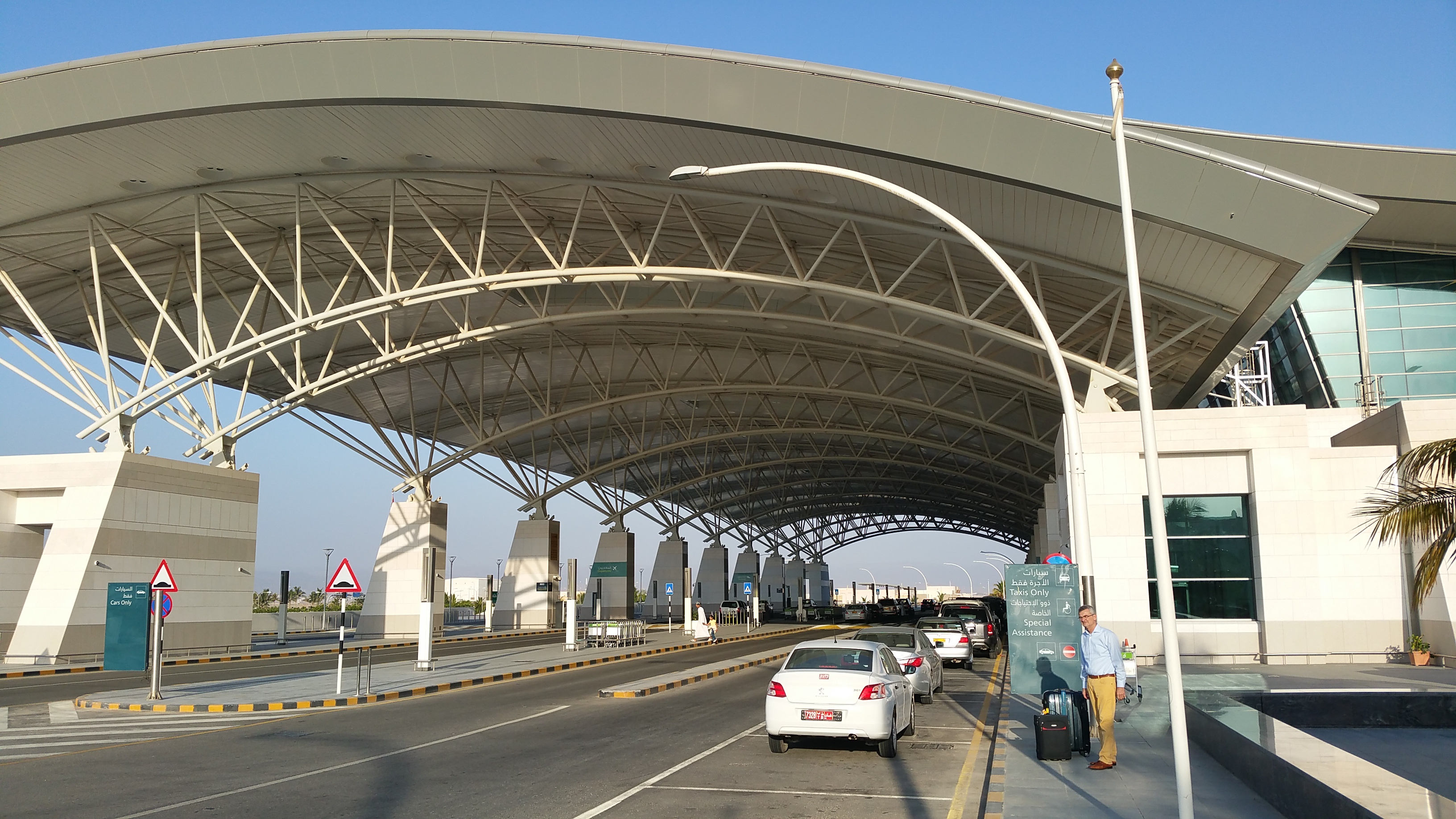
Der Ankunfts- und Abflugbereich vor dem neuen Terminal